# Simonfi József
Simonfi József, Simonfy (Zilah, 1952. július 31. – Szatmárnémeti, 2023. november 10.) erdélyi magyar költő.

## Életútja
Szülővárosában, az Ady Endre Líceumban érettségizett (1970). Utána kitanulta a szíjgyártó szakmát és munkásként dolgozott Zilahon, majd Szatmárnémetiben. Később a szatmárnémeti Kölcsey Ferenc Főgimnázium alkalmazta.
Első verseit, Székely János és Hervay Gizella fölfedezettjeként, az Igaz Szó közölte 1967-ben, majd versei jelentek meg az Ifjúmunkás által közreadott Varázslataink c. antológiában, később az Erdélyi szép szó c. antológia köteteiben.

## Verskötetei
- Hold és nap. Versek (Bukarest, 1992)
- Bánatkönyve (Bukarest, 2000)
- Égdarab (Marosvásárhely, 2002)
- Holdkóros halak (Marosvásárhely, 2004)
- Hogy nézek ki. Versek (Kolozsvár, 2006)
- Vagonéjszakák (Marosvásárhely, 2006)
- Kővel vetett ágy (Marosvásárhely, 2008)
- Kampó az s. Versek; Kriterion, Kolozsvár, 2016
- Idő rokkantja. Versek; Pro-Print,Csíkszereda, 2017
- Danse macabre. Versek; Pro-Print, Csíkszereda, 2020
- Szétfolyva. Erdőben a vadméz. Versek; Pro-Print, Csíkszereda, 2022
- Kétlelkes négykezesek; Pro-Print, Csíkszereda, 2022  (Fehér Imolával közösen)